# Nova Módica
Nova Módica är en kommun i Brasilien.   Den ligger i delstaten Minas Gerais, i den sydöstra delen av landet, 700 km öster om huvudstaden Brasília. Antalet invånare är 3 793.
Omgivningarna runt Nova Módica är huvudsakligen savann. Runt Nova Módica är det glesbefolkat, med 19 invånare per kvadratkilometer.